# Volkswagen Group A0
Volkswagen Group A0 — автомобильная платформа немецкого автоконцерна Volkswagen, действующая с 1974 года.

## Номенклатура
- P — платформа для легкового автомобиля
- Q — поперечное расположение цилиндров
- 2 — размер платформы или класс автомобиля
- 5 — поколение

## A01 (Typ 86)
- Audi 50 (1974—1978)
- Volkswagen Polo Mk1 (1975—1981)
- Volkswagen Derby (1977—1981)

## A02 (Typ 86C)
- Volkswagen Polo Mk2 (1981—1994)

## A03
- SEAT Ibiza Mk2 (Typ 6K, 1993—2002)
- SEAT Córdoba Mk1 (Typ 6K/6KC/6KV, 1993—2002)
- Volkswagen Polo Mk3 (Typ 6N/6KV, 1994—2002)
- Volkswagen Polo Playa (1996—2003) — переделанный SEAT Ibiza 6K с некоторыми косметическими компонентами от Volkswagen Polo 6KV
- SEAT Inca (Typ 6K9, 1997—2005)
- Volkswagen Caddy (Typ 9K, 1996—2004)

## A04 (PQ24)
- Škoda Fabia Mk1 (Typ 6Y, 1999—2007)[1]
- Audi A2 (Typ 8Z, 1999—2005)
- Volkswagen Polo Mk4 (Typ 9N, 2001—2009)
- SEAT Ibiza Mk3 (Typ 6L, 2002—2008)
- SEAT Córdoba Mk2 (Typ 6L, 2002—2009)
- Volkswagen Fox (Typ 5Z, 2004—2021)
- Volkswagen Suran/SpaceFox (Typ 5Z6, 2004—2019)[2]
- Škoda Fabia Mk2 (Typ 5J, 2007—2014, использует части платформ PQ24 и PQ25)
- Volkswagen Gol Mk5 (Typ 5U, 2008 — настоящее время, PQ24/25)
- Volkswagen Voyage Mk2 (Typ 5U, 2008 — настоящее время, PQ24/25)
- Volkswagen Saveiro Mk5 (Typ 5U, 2009 — настоящее время, PQ24/25)

## A05 (PQ25)
- SEAT Ibiza Mk4 (Typ 6J, 2008—2015)
- Volkswagen Polo Mk5 (Typ 6R, 2009—2014; Typ 61, 2010 — настоящее время)
- Audi A1 (Typ 8X, 2010—2018)[3]
- Škoda Rapid (Typ NA, 2011—2021, только для индийского рынка)[4]
- Volkswagen Vento (Typ 60, 2010 — настоящее время)

### A05+
- Škoda Rapid (Typ NH, 2012—2016)
- SEAT Toledo Mk4 (Typ KG, 2012—2018)
- Volkswagen Santana (Typ BR, 2012—2022, Китай)
- Volkswagen Jetta (Typ BS, 2013—2019, Китай)
- Jetta VA3 (Typ 0M, 2019 — настоящее время, Китай)
- Volkswagen Polo (Typ CK, 2020—2022, Россия)[5]

## A06 (PQ26)
- Volkswagen Polo Mk5 (Typ 6C, 2014—2017)[6]
- Škoda Fabia Mk3 (Typ NJ, 2014 — настоящее время)[7]
- Škoda Rapid (2017 — настоящее время)[8]
- SEAT Ibiza Mk4 (Typ 6P, 2015—2017)[9]